# Марк Віндій Вер
Марк Віндій Вер (Marcus Vindius Verus; ? — після 138) — державний діяч та правник Римської імперії за часів династії Антонінів, консул-суффект 138 року.

## Життєпис
Походив з роду Віндіїв. Народився у м. Флавія Сольва (провінція Норік). За походженням, імовірно, був романізованим норікцем або нащадком римських колоністів. Відсутні відомості щодо року народження. Значні статки дозволили здобути гарну освіту й стати сенатором. Надалі здобув прихильність імператора Антоніна Пія, радником якого Віндій став.
У 138 році його призначено консулом-суффектом разом з іншим відомим того часу правником Публієм Пактумеєм Клементом. Втім основним напрямком діяльності Вера було право, порадами з якого він допомагав імператорові. Про рік смерті його нічого невідомо.
З праць Марка Віндія Вера не збереглося жодного уривку, втім відомо, що їх як джерела використовували наступні правники — Луцій Волузій Меціан, Юлій Павл, Ульпіан.